# Neoloboptera reesei
Neoloboptera reesei är en kackerlacksart som beskrevs av Roth, L. M. 1989. Neoloboptera reesei ingår i släktet Neoloboptera och familjen småkackerlackor.
Artens utbredningsområde är Thailand. Inga underarter finns listade i Catalogue of Life.